# 高遠るい
高遠 るい（たかとお るい、1980年2月20日 - ）は、日本の漫画家、イラストレーター、ライトノベル作家。男性。東京大学文学部卒業。かつては同人誌や商業アンソロジーをしとね名義で執筆していた。

## 略歴
母親は翻訳家の安藤由紀子。
PNは「尊敬する人（高取ヒデアキ、遠藤正明）から一文字ずつ」と、野球好きな母親が自身につけようとしてやめた「塁」から。
20歳前後のころに集英社の『週刊少年ジャンプ』に持ち込みをするも酷評され、自分の作風ではメジャーには簡単に受け入れられないことを痛感する。のちに大学内で同人ゲーム作家と知り合い、その絵を描く手伝いをする中で編集プロダクションにツテができ、ゲームのアンソロジー漫画が採用され、改めて漫画家としてデビューすることとなった。初期には同人漫画家として、同人誌や商業アンソロジーの活動を経て、2003年にはアンソロジーを出版していた一迅社の『コミックZERO-SUM増刊WARD』（のちに『月刊ComicREX』に移籍）における初の長編連載『CYNTHIA_THE_MISSION』で本格的にオリジナル商業漫画に進出する。それ以降、WEB、雑誌、描きおろしなどで短編読み切り、ゲームや小説のコミカライズなど多岐にわたる仕事をこなしつつ、2007年から『チャンピオンRED』（秋田書店）にて『ミカるんX』や『デビルマンG』を長期連載し、『ボイス坂』では漫画だけでなく小説版およびその挿絵（イラスト）も手掛けた。
2020年、『はぐれアイドル地獄変』が実写映画化。
2022年7月11日、家庭の事情により漫画家を休業することを発表した。その後復帰し、2024年3月15日配信の『漫画ゴラクスペシャル』44号から『はぐれアイドル地獄変』の連載を再開している。

## 人物・作風
美少女と劇画に通じる格闘アクションの描写を中心とした作風で、影響を受けた漫画家に池上遼一、板垣恵介、中平正彦、水穂しゅうし、猿渡哲也、個別の作品では『聖闘士星矢』（車田正美）、『魁!!男塾』（宮下あきら）、『パタリロ!』（魔夜峰央）などを挙げている。
代表作のひとつ『ミカるんX』に見られるように、特撮ヒーローや怪獣映画に拘りがある。また、『ミカるんX』や短編「マイクロブラックガール」の自身による作品解説では、小松左京のSF小説からの強い影響も語っている。
各作品の各話タイトルは、アニメ・特撮ソングや声優ソングのタイトルから取ったものが多い。趣味のカラオケ音源をニコニコ動画にアップしていたこともあった。

## 作品一覧

### 漫画

#### 連載中
- はぐれアイドル地獄変（『別冊漫画ゴラク』→『漫画ゴラクスペシャル』〈日本文芸社〉2014年4月号 -　)

#### 連載終了
- CYNTHIA_THE_MISSION（『コミックZERO-SUM増刊WARD』vol.1 - 9→『月刊ComicREX』〈一迅社〉2006年1月号 - 2008年10月号）
- SCAPE-GOD（『電撃帝王』〈メディアワークス〉Vol.5 - 11）
- ミカるんX（『チャンピオンRED』〈秋田書店〉2007年10月号 - 2011年9月号）
- 鉄漫 TEKKEN COMIC（原作・監修：バンダイナムコゲームス、『ウルトラジャンプエッグ』〈集英社〉連載）
- ボアザン（『ネメシス』〈講談社〉No.2 - 4）
- ワンスアゲン!議員秘書フジマル（原作：鍋田吉郎、『ジャンプ改』〈集英社〉2011年8月号 - 2013年1月号）
- デビルマンG（原作：永井豪、『チャンピオンRED』〈秋田書店〉2012年5月号 - 2014年2月号）
- ボイス坂（『スーパーダッシュ&ゴー!』〈集英社〉連載）
- レッドマン・プリンセス -悪霊皇女-（『チャンピオンRED』〈秋田書店〉2017年9月号 - 2018年5月号〈序章完〉）
- ワリキリ姉妹（シスターズ）（『週刊漫画ゴラク』〈日本文芸社〉2019年3月15日号 - 2019年11月29日号）
- ペイル・ブルー・ドット バトルアスリーテス大運動会 ReSTART!（『COMICリュエル&COMICジャルダン』〈実業之日本社〉2020年6月26日 - 2021年3月17日）

#### 読み切り
- カタナちゃん斬鬼伝（『チャンピオンRED いちご』Vol.1）
- モスマン（『月刊少年シリウス』2007年7月号記念付録冊子） - 『ボアザン』に収録
- マイクロブラックガール（『月刊少年シリウス』2008年7月号） - 『ボアザン』に収録
- STAR☆jewel－なつみオブリビオン－（『チャンピオンRED いちご』29号）
- V2 ～Voyagers' Visit～（『チャンピオンRED』2011年11月号） - 『ミカるんX』の後日譚で、『CYNTHIA_THE_MISSION』とのクロスオーバー作品
- メガクリガールズ・シンドローム! 陰核肥大少女症候群（『二次元ドリームマガジン』〈キルタイムコミュニケーション〉vol.101）

#### 単行本
- 『弩月万罪』（一迅社〈IDコミックス DNAメディアコミックス〉 2005年、全1巻） - しとね名義、アンソロジー作品集
- 『CYNTHIA_THE_MISSION』（一迅社〈ゼロサムコミックス〉 2005年 - 2008年、全9巻）
- 『SCAPE-GOD』（メディアワークス〈電撃コミックス〉 2007年、全1巻）
- 『ミカるんX』（秋田書店〈チャンピオンREDコミックス〉 2008年 - 2011年、全8巻）
- 『ジェネラル・ルージュの凱旋』（原作：海堂尊、宝島社〈ワンダーランドコミックス〉 2009年、全1巻） - 描き下ろし単行本
  - 『マンガ版 ジェネラル・ルージュの凱旋』（原作：海堂尊、宝島社〈宝島社文庫『このミス』大賞シリーズ〉 2012年、全1巻） - 上記単行本の文庫化
- 『鉄漫 TEKKEN COMIC』（集英社〈ヤングジャンプコミックス〉 2010年、全2巻）
- 『ボアザン』（講談社〈シリウスKC〉 2011年、全1巻）
- 『ワンスアゲン! 議員秘書フジマル』（集英社〈ヤングジャンプコミックス〉 2012年、全2巻）
- 『弩月万罪 再審』（一迅社〈IDコミックス DNAメディアコミックス〉 2012年、全1巻） - 『弩月万罪』の再録と一部未収録作品を収録
- 『デビルマンG』（秋田書店〈チャンピオンREDコミックス〉 2012年 - 2014年、全5巻）
- 『ボイス坂』（集英社 2013年、全1巻）
  - 『はぐれアイドル地獄変外伝V ボイス坂』（日本文芸社〈ニチブンコミックス〉 2018年、全2巻） - 『ボイス坂』の全話に加え描き下ろしのプロローグとエピローグを収録
- 『はぐれアイドル地獄変』（日本文芸社〈ニチブンコミックス〉 2014年 - 、既刊18巻）
- 『はぐれアイドル地獄変外伝 プリンセス・セーラ』（日本文芸社〈ニチブンコミックス〉 2016年 - 、既刊1巻）
- 『レッドマン・プリンセス -悪霊皇女-』（秋田書店〈チャンピオンREDコミックス〉 2018年、全2巻）
- 『ワリキリ姉妹（シスターズ）』（日本文芸社〈ニチブンコミックス〉2019年、全1巻）
- 『ペイル・ブルー・ドット バトルアスリーテス大運動会 ReSTART!』（実業之日本社〈ジャルダンコミックス〉 2020年 - 2021年、全2巻）

### 小説
- ボイス坂シリーズ（スーパーダッシュ文庫〈集英社〉全2巻） - イラストも当人が担当
- CYNTHIA OUT OF THE MISSION 外伝 揚州夜曲（一迅社） - 『CYNTHIA OUT OF THE MISSION』単行本の第6・7巻同時購入者全員サービス冊子、非売品

### アニメ

#### Web
- 日本アニメ（ーター）見本市 「世界の国からこんにちは」（2015年、キャラクターデザイン）

#### テレビ
- 翼飞冲天之天际战骑（2015年、キャラクターデザイン）
- 机甲兽神之爆裂飞车（2016年、キャラクターデザイン）
- 巴啦啦小魔仙之飞越彩灵堡（2016年、キャラクターデザイン。巴拉拉小魔仙シリーズ第6部）
- 爆裂飞车之星能觉醒（2017年、キャラクターデザイン）
- 爆裂飞车之兽神合体（2018年、キャラクターデザイン）

### その他
- 『テヅカ・イズ・デッド』（著：伊藤剛、2005年、NTT出版） - イラスト担当
- 週刊マンガ日本史第5号『鑑真』（2009年、朝日新聞出版）
- マンガでわかるソウルキャリバー「痛快！キャリバ道場」（2008年、GameSpot JAPAN）
- 女子高生江戸日記 Replay：天下繚乱RPG（著：加納正顕、2011年、ジャイブ、TRPGリプレイ作品） - イラスト及びプレイヤー参加（泉恭吾役）
- マジカル・セックス 淫ら姫の冒険（2018年5月、OP PICTURES） - 劇中イラスト[8]
- マジカル・ミチコ（2018年、OP PICTURES） - 劇中イラスト ※『マジカル・セックス 淫ら姫の冒険』の一般公開用編集作品
- 戦乙女のグルメ（『二次元ドリームマガジン』vol.78 - 89） - コラム
- 『別冊宝島 ゴジラ完全解読』（2014年、宝島社） - 1Pイラストコラム寄稿
  - 『ゴジラ解体全書』（2016年、宝島社） - 上記イラストコラム再録
- 『デビルマン大解剖 永井豪誕生70年記念』（2015年、三栄書房） - 1Pイラストコラム寄稿
- 『二次元ドリームマガジン』vol.100 - 1Pイラストコラム寄稿
- 『ユリイカ 2019年3月臨時増刊号 総特集☆魔夜峰央 -『ラシャーヌ!』『パタリロ！』『翔んで埼玉』…怪奇・耽美・ギャグ-』 - 1Pイラストコラム寄稿
- 『ザ・リーサルウェポンズ』 - 君はマザーファッカー、MV作成にADとして参加

### 主催イベント
- 残酷まんがか祭り 燃えろ！アニソン地獄（2011年10月25日、Asagaya/Loft A）
  - 司会：キムラケイサク／ほか出演者：木々津克久、山口貴由、山本賢治／当日ゲスト：古怒田健志、D.P
- 『はぐれアイドル地獄変』単行本発売記念トークライブ＆サイン会 大「高遠るい」LIVE!!!!!（2014年11月22日、Naked Loft）
  - 司会：前田久／ほか出演者：ガイガン山崎、ゴラク担当編集いわ／物販担当：蓮実クレア、吉川いと